# 泉头站
泉头站是一个京哈线上的铁路车站，位于辽宁省昌图县泉头镇，建于1911年，原为四等站，现已撤销。邮政编码为112502。原客运：办理旅客乘降；行李、包裹托运；货运：办理整车货物发到。